# Uhrojidy
Uhrojidy (ukrainisch Угроїди; russisch Угроеды Ugrojedy) ist eine Siedlung städtischen Typs im Osten der ukrainischen Oblast Sumy mit etwa 2000 Einwohnern (2017).
Das 1652 gegründete Dorf ist seit 1956 eine Siedlung städtischen Typs.

## Geographie
Uhrojidy liegt im Rajon Sumy am Ufer der Rybyzja (Рибиця), einem 30 km langen Nebenfluss des Psel zwischen den Territorialstraßen T–19–01 und T–19–18 12 km nördlich vom ehemaligen Rajonzentrum Krasnopillja und etwa 50 km östlich vom Oblastzentrum Sumy.
Am 23. Dezember 2016 wurde die Siedlung ein Teil der neugegründeten Siedlungsgemeinde Krasnopillja, bis dahin bildete sie zusammen mit den Dörfern Naumiwka (Наумівка), Okip (Окіп) und Petruschiwka (Петрушівка) die gleichnamige Siedlungsratsgemeinde Uhrojidy (Угроїдська селищна рада/Uhrojidska selyschtschna rada) im Zentrum des Rajons Krasnopillja.
Seit dem 17. Juli 2020 ist sie ein Teil des Rajons Sumy.

## Söhne und Töchter der Stadt
- Tetjana Antypenko (* 1981), Skilangläuferin